# Selección de fútbol sub-20 de Guadalupe
La Selección de fútbol sub-20 de Guadalupe es el equipo que representa al país en el Campeonato Sub-20 de la Concacaf; y es controlado por la Liga Guadalupense de Fútbol.

## Participaciones

### Campeonato Sub-20 de la Concacaf
| Año   | Ronda          | J            | G            | E            | P            | GF           | GC           |              |
| ----- | -------------- | ------------ | ------------ | ------------ | ------------ | ------------ | ------------ | ------------ |
| 1962  | No participó   | No participó | No participó | No participó | No participó | No participó | No participó | No participó |
| 1964  | No participó   | No participó | No participó | No participó | No participó | No participó | No participó | No participó |
| 1970  | No participó   | No participó | No participó | No participó | No participó | No participó | No participó | No participó |
| 1973  | No participó   | No participó | No participó | No participó | No participó | No participó | No participó | No participó |
| 1974  | No participó   | No participó | No participó | No participó | No participó | No participó | No participó | No participó |
| 1976  | No participó   | No participó | No participó | No participó | No participó | No participó | No participó | No participó |
| 1978  | No participó   | No participó | No participó | No participó | No participó | No participó | No participó | No participó |
| 1980  | No participó   | No participó | No participó | No participó | No participó | No participó | No participó | No participó |
| 1982  | No participó   | No participó | No participó | No participó | No participó | No participó | No participó | No participó |
| 1984  | No participó   | No participó | No participó | No participó | No participó | No participó | No participó | No participó |
| 1986  | No participó   | No participó | No participó | No participó | No participó | No participó | No participó | No participó |
| 1988  | No participó   | No participó | No participó | No participó | No participó | No participó | No participó | No participó |
| 1990  | No participó   | No participó | No participó | No participó | No participó | No participó | No participó | No participó |
| 1992  | Fase de grupos | 2            | 0            | 0            | 2            | 2            | 7            |              |
| 1994  | No participó   | No participó | No participó | No participó | No participó | No participó | No participó | No participó |
| 1996  | No participó   | No participó | No participó | No participó | No participó | No participó | No participó | No participó |
| 1998  | No participó   | No participó | No participó | No participó | No participó | No participó | No participó | No participó |
| 2001  | No participó   | No participó | No participó | No participó | No participó | No participó | No participó | No participó |
| 2003  | No participó   | No participó | No participó | No participó | No participó | No participó | No participó | No participó |
| 2005  | No participó   | No participó | No participó | No participó | No participó | No participó | No participó | No participó |
| 2007  | No participó   | No participó | No participó | No participó | No participó | No participó | No participó | No participó |
| 2009  | No participó   | No participó | No participó | No participó | No participó | No participó | No participó | No participó |
| 2011  | Fase de grupos | 2            | 0            | 0            | 2            | 1            | 5            |              |
| 2013  | No participó   | No participó | No participó | No participó | No participó | No participó | No participó | No participó |
| 2015  | No clasificó   | No clasificó | No clasificó | No clasificó | No clasificó | No clasificó | No clasificó | No clasificó |
| 2017  | No clasificó   | No clasificó | No clasificó | No clasificó | No clasificó | No clasificó | No clasificó | No clasificó |
| 2018  | Fase de grupos | 5            | 3            | 0            | 2            | 9            | 8            |              |
| Total | 3/27           | 9            | 3            | 0            | 6            | 12           | 20           |              |

## Jugadores

### Jugadores destacados
- Johan Angloma
- Jerome Eliezer
- Jean Marc Hatchi
- Lewis Laporal
- Kevin Sainte-Luce
- Thomas Kevin